# De Slagh of Groote en Kleine Stadspolder
Het waterschap De Slagh of Groote en Kleine Stadspolder was een waterschap in de Nederlandse provincie Zuid-Holland, in de gemeenten Leiden en Leiderdorp.
Het waterschap was verantwoordelijk voor de vervening, drooglegging en de waterhuishouding in de gelijknamige polders. De polder werd in 1970 opgeheven, ontpolderd en bij de gemeenten Leiden en Leiderdorp gevoegd. Het restant van deze polder wordt op vrijwillige basis nog bemalen door de Stadsmolen.